# Barry Sonnenfeld
Barry Sonnenveld (New York, 1 april 1953) is een Amerikaanse filmregisseur. Hij begon zijn carrière als cameraman voor de Coen Brothers. Later regisseerde en produceerde hij big-budget films als Men in Black en Wild Wild West. Opmerkelijk is dat hij tijdens het regisseren op een paard zit en hij heeft toegegeven dat hij minstens 1 keer over moet geven tijdens de opnames.

## Filmografie

### Als regisseur
- The Addams Family – 1991
- Addams Family Values – 1993
- For Love or Money - 1993
- Get Shorty - 1995
- Men in Black - 1997
- Wild Wild West - 1999
- Men in Black II - 2002
- Big Trouble - 2002
- RV - 2006
- Men in Black III - 2012
- Nine Lives - 2016

### Als cameraman
- Blood Simple – 1984
- Compromising Positions - 1985
- Three o'Clock High - 1987
- Throw Momma From the Train - 1987
- Raising Arizona - 1987
- Big - 1988
- When Harry Met Sally... - 1989
- Misery - 1990
- Miller's Crossing - 1990

### Als producent
- Get Shorty - 1995
- Out of Sight - 1998
- Wild Wild West - 1999
- The Crew - 2000
- Big Trouble - 2002
- Enchanted - 2007
- Pushing Daisies - 2007